# Odontognophos zacharia
Odontognophos zacharia là một loài bướm đêm trong họ Geometridae.